# Ludwig Pincussohn
Ludwig Pincussohn (ab 1936: Ludwig Pincussen; * 2. Juni 1873 in Berlin; † 30. November 1941 in Chicago) war ein deutsch-US-amerikanischer Biochemiker und Mediziner. Sein hauptsächliches Forschungsinteresse galt den Enzymen (damals noch als „Fermente“ bezeichnet); darüber hinaus beschäftigte er sich ab 1913 in zahlreichen Publikationen mit der Heliotherapie.

## Leben

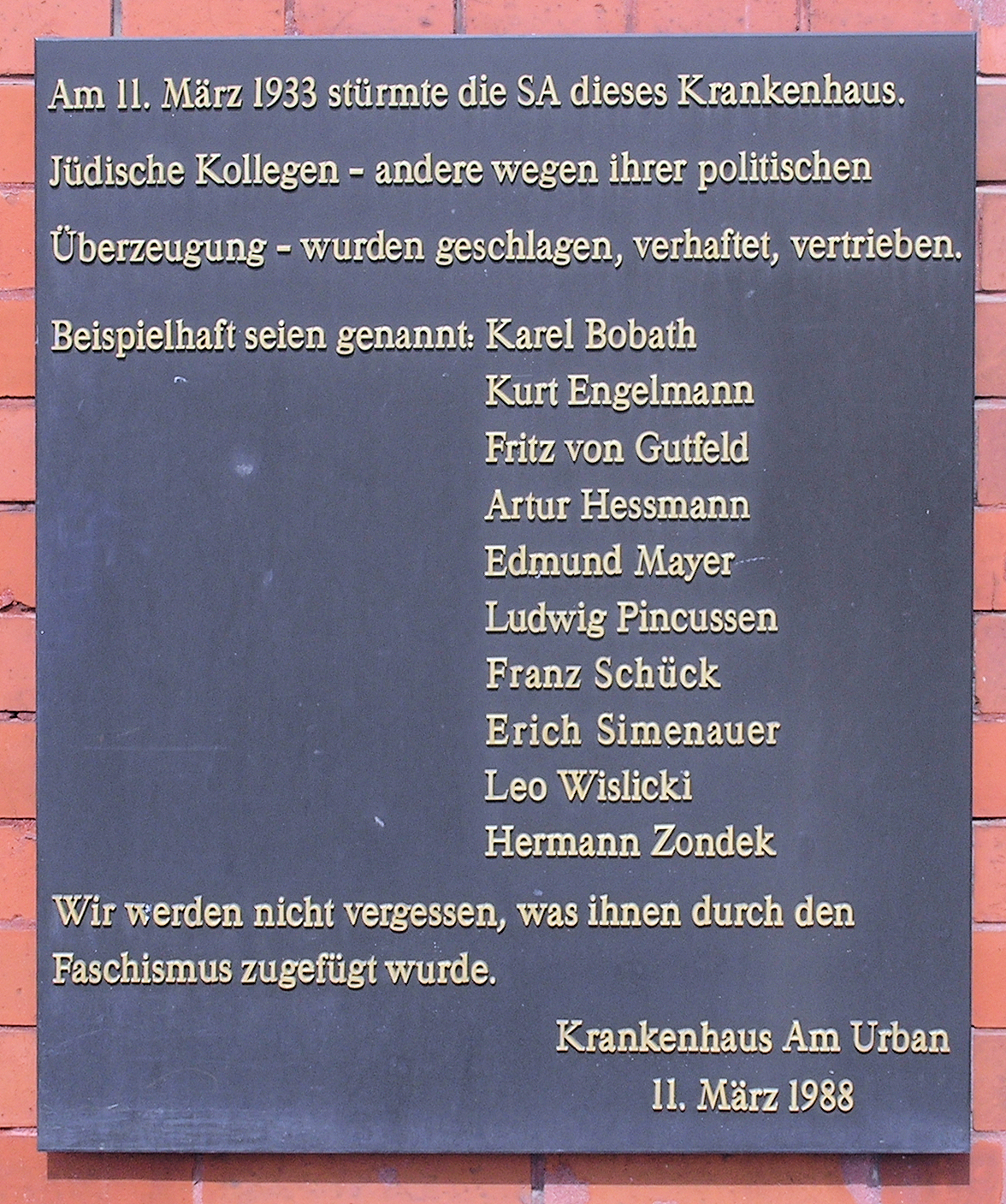
Gedenktafel am Urban-Krankenhaus

### Ausbildung
Pincussohn besuchte das Französische Gymnasium in Berlin und legte dort 1892 seine Maturitätsprüfung ab. Danach studierte er acht Semester lang Medizin und Chemie in München sowie an der Friedrich-Wilhelms-Universität seiner Heimatstadt. Mit der am 17. März 1897 in Berlin vorgelegten Dissertation Beiträge zur Kenntnis der Pyridinverbindungen wurde er zum Dr. phil. promoviert. Am gleichen Ort legte er am 10. Juni 1910 – betreut von Doktorvater Carl Flügge – die Schrift Zur Kenntnis der Fermente der Bakterien als weitere Dissertation vor und wurde auf dieser Grundlage zum Dr. med. promoviert.

### Berufliche Karriere
Den Großteil seines Berufslebens verbrachte Pincussohn in Berlin: Im Anschluss an seine erste Promotion war er nacheinander als Assistent an der experimentell-biologischen Abteilung des pathologischen Instituts der Universität, am physiologischen Institut der Tierärztlichen Hochschule sowie an der II. medizinischen Universitätsklinik der Charité tätig. Am 10. Mai 1910 wurde ihm die Approbation erteilt und schließlich ernannte man ihn 1922 als Nachfolger Peter Ronas zum Direktor der physiologisch-chemischen Abteilung des Städtischen Krankenhauses Am Urban. Seine heliotherapeutischen Untersuchungen führte er zeitweilig auch am Institut für Hochgebirgsphysiologie und Tuberkuloseforschung im schweizerischen Davos durch. Ab 1925 gab er in Zusammenarbeit mit Carl Oppenheimer die mehrbändige biologische Datensammlung Tabulae biologicae heraus.
Unmittelbar nach dem im April 1933 von den Nationalsozialisten erlassenen Gesetz zur Wiederherstellung des Berufsbeamtentums wurde Pincussohn im Juni des gleichen Jahres entlassen. Im April 1936 konnte er aus Deutschland flüchten und in die Vereinigten Staaten emigrieren. Dort änderte er seinen Nachnamen entsprechend den phonetischen Gegebenheiten der englischen Sprache in Pincussen. Diese Variante hatte er bereits zuvor in Deutschland seit den 1920er Jahren in einigen Publikationen verwendet. Er fand eine Anstellung als wissenschaftlicher Mitarbeiter an der University of Illinois in Chicago und starb 1941 im Alter von 68 Jahren.

## Publikationen (Auswahl)
Monographien
- Ludwig Pincussohn: Beiträge zur Kenntnis der Pyridinverbindungen. Dissertation, Verlag von R. Boll, Berlin, 1897, 48 Seiten.
- Ludwig Pincussohn: Medizinisch-chemisches Laboratoriums-Hilfsbuch. Verlag von F. C. W. Vogel, Leipzig, 1912, 443 Seiten.
- Ludwig Pincussohn: Biologische Lichtwirkungen. Ihre physikalischen und chemischen Grundlagen. Sollux-Verlag, Hanau, 1920, 210 Seiten.
- Ludwig Pincussohn: Mikromethodik. Quantitative Bestimmung der Harn- und Blutbestandteile in kleinen Mengen für klinische und experimentelle Zwecke. Verlag von Georg Thieme, Leipzig, 1921, 116 Seiten.
- Carl Oppenheimer; Ludwig Pincussohn (Hrsg.): Die Methodik der Fermente. Lieferung I–V. Verlag von Georg Thieme, Leipzig, 1927/29, 1578 Seiten.